# Par l'amour possédé
Pour plus de détails, voir Fiche technique et Distribution.
Par l'amour possédé (titre original : By Love Possessed) est un film américain réalisé par John Sturges, sorti en 1961.

## Synopsis
Trois hommes sont associés dans un cabinet juridique. Le mariage de deux d'entre-eux n'est pas très heureux.

## Fiche technique
- Titre : Par l'amour possédé
- Titre original : By Love Possessed
- Réalisation : John Sturges
- Scénario : Charles Schnee d'après le roman de James Gould Cozzens
- Photographie : Russell Metty
- Montage : Ferris Webster
- Musique : Elmer Bernstein
- Costumes : Bill Thomas (costumes de Lana Turner), Shirley Brewton, Opal Vils et Edward L. Ware
- Producteur : Walter Mirisch
- Sociétés de production : The Mirisch Corporation, Seven Arts Productions
- Sociétés de distribution : United Artists
- Pays d'origine :  États-Unis
- Format : Couleurs - 1,37:1 - Mono
- Genre : Film dramatique
- Durée : 115 minutes
- Date de sortie : 1961

## Distribution
- Lana Turner : Marjorie Penrose, l'épouse d'un avocat froid et impuissant, qui se réfugie dans l'alcool
- Efrem Zimbalist Jr. : Arthur Winner, un avocat aux principes rigides
- Jason Robards : Julius Penrose, un avocat associé d'Arthur et de Noah, le mari de Marjorie devenu impuissant à la suite d'un accident
- George Hamilton : Warren Winner, le fils d'Arthur et de Clarissa, un brillant étudiant en droit, en rébellion contre son père
- Susan Kohner : Helen Detweiler, la pupille de Noah, qui aime Warren sans retour
- Thomas Mitchell : Noah [VF : Noé] Tuttle, un vieil avocat, associé d'Arthur et de Julius, dont la gestion du cabinet n'est pas sans reproches
- Everett Sloane : le docteur Reggie Shaw, le médecin personnel de Clarissa
- Yvonne Craig : Veronica [VF: Véronique] Kovacs, une fille légère qui accuse Warren de l'avoir violée
- Gilbert Green : Mr. Woolf, l'avocat new yorkais de Junie
- Carroll O'Connor : l'agent de police Bernie Breck
- Barbara Bel Geddes : Clarissa [VF : Clarisse] Winner, la femme insatisfaite d'Arthur et mère  de Warren
- Frank Maxwell : Jerry Brophy, le District Attorney
- Jean Willes : Junie McCarthy, une prostituée qui veut faire un procès à Noah
- Claire Carleton : Mrs. Kovacs, la mère de Veronica, acharnée contre Warren
- Lester Matthews : un homme au club
- Harry Holcombe : le docteur Trowbridge, le pasteur